# 弗林科
弗林科（義大利語：Frinco），是意大利阿斯蒂省的一个市镇。总面积7.28平方公里，人口754人，人口密度103.6人/平方公里（2009年）。ISTAT代码为005055。